# 필립 애벌론
필립 애벌론(Phillip Avalon, 1955년 2월 24일 ~ )은 오스트레일리아의 영화 감독, 각본가, 배우, 영화 제작자, 모델이다.
뉴캐슬에서 태어났다.

## 영화
- 터널 비젼 (1995, Tunnel Vision)
- 불레트 (1994, Signal One)
- 위험한 향기 (1993년)
- 라이프가드 (1992년)
- 썸머 시티 (1977년)